# Indonemoura rubrifasciata
Indonemoura rubrifasciata är en bäcksländeart som beskrevs av Peter Zwick 1977. Indonemoura rubrifasciata ingår i släktet Indonemoura och familjen kryssbäcksländor. Inga underarter finns listade i Catalogue of Life.